# 人猿 (漫威漫畫)
人猿（英語：Man-Ape），本名為恩巴庫，是漫威漫畫中的虛構超級反派角色，由作家羅伊·湯瑪斯和藝術家約翰·布申塞馬所創作。人猿首次於《復仇者聯盟》#62中登場。

## 人物
恩巴庫（M'Baku）出生於瓦干達，並成為瓦干達最偉大的戰士之一，僅次於帝查拉。為了篡奪王位，恩巴庫與白猩猩教（White Gorilla Cult）聯合，希望瓦干達回到原始狀態。成為叛國者的恩巴庫殺死了一隻白猩猩，並沐浴在牠的血液中和吃掉牠的肉後獲得力量並取名為「人猿」。

## 其他媒體

### 電視
- 《復仇者聯盟：史上最強英雄戰隊》：由凱文·麥可·理查森配音。

### 電影
- 漫威電影宇宙：恩巴庫由溫斯頓·杜克飾演。電影中不會以「人猿」作稱號和不會戴上猩猩頭飾，但他的部落仍然被稱為崇拜大猩猩宗教的部落，與帝查拉對敵[1]。
  - 《黑豹》（2018年）：在艾瑞克·齊爾蒙格試圖推翻帝查拉時，因人情而幫助他攻擊齊爾蒙格。
  - 《復仇者聯盟：無限之戰》（2018年）：協助帝查拉對抗闇黑號令的入侵
  - 《復仇者聯盟：終局之戰》（2019年）：在帝查拉復活後與帝查拉及瓦干達大軍被奇異博士傳送至復仇者總部對抗從2014年穿越到現在的薩諾斯及其大軍。
  - 《黑豹2：瓦干達萬歲》（2022年）
  - 《復仇者聯盟：末日之戰》（2026年）

### 遊戲
- 《Marvel：終極聯盟2（英语：Marvel: Ultimate Alliance 2）》：由愛默生·富蘭克林配音。
- 《Marvel：復仇者聯盟（英语：Marvel: Avengers Alliance）》
- 《漫威英雄 Online》
- 《樂高：復仇者聯盟（英语：Lego Marvel's Avengers）》[2]
- 《樂高漫威超級英雄2（英语：Lego Marvel Super Heroes 2）》[3]：由亞歷克西斯·羅德尼配音[4]。
- 《漫威：未來之戰》：手機遊戲，恩巴庫是玩家可使用角色之一。

## 外部連結
- Man-Ape （页面存档备份，存于） 漫畫書數據庫
- Man-Ape （页面存档备份，存于） 超級英雄數據庫
- Marvel Comics Database: Man-Ape （页面存档备份，存于）